# Silszangsza
A Silszangsza (hangul: 실상사, handzsa: 實相寺, RR: Silsangsa, ’Silszang templom’) Dél-Korea Észak-Csolla (Jeolla) tartományában, Namvon (Namwon) városában található Silla-kori templom.

## Története
828-ban építtette Csunggak (Jeunggak) szerzetes azon kilenc különleges buddhista templom egyikeként, mely a hiedelem szerint megakadályozza, hogy a szél a koreai szellemet Japánba sodorja, ezzel rossz szerencsét hozva a koreaiakra. A templomot a japánok 1597-ben földig rombolták, amit követően 1700-ban, Szukcsong (Sukjong) csoszoni király uralkodása idején újjáépítették. 1882-ben egy tűzvészben ismét majdnem elpusztult.

## Kulturális örökségei
Itt található a Pekcsangnam (Baekjangnam) remetelak háromszintes pagodája, mely az ország 10. nemzeti kincse. Ezen felül 11 kincsként definiált örökség található itt, összesen pedig 17 védett tárgy.

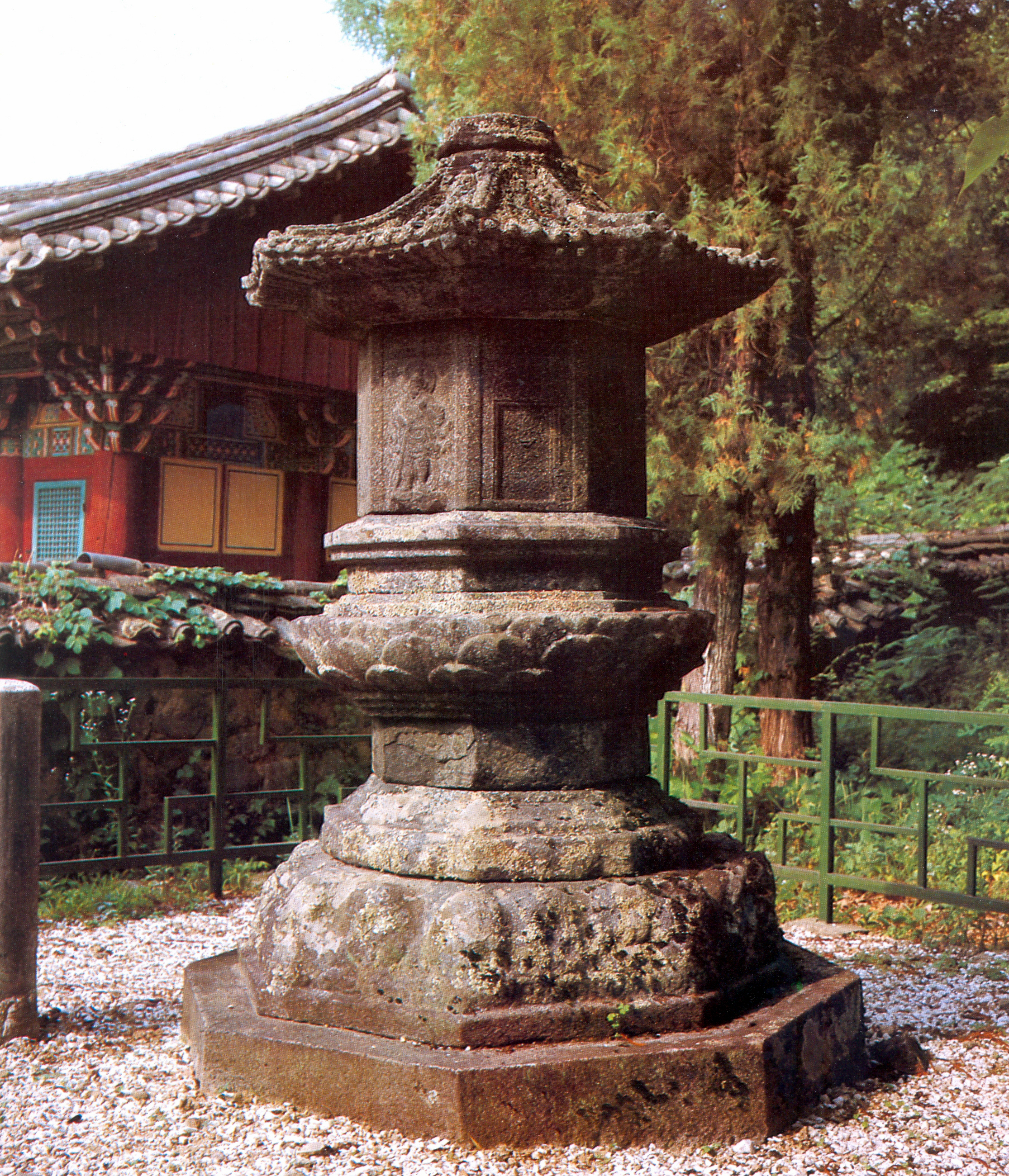
Szucshol (Sucheol) szerzetes sztúpája, 33. kincs
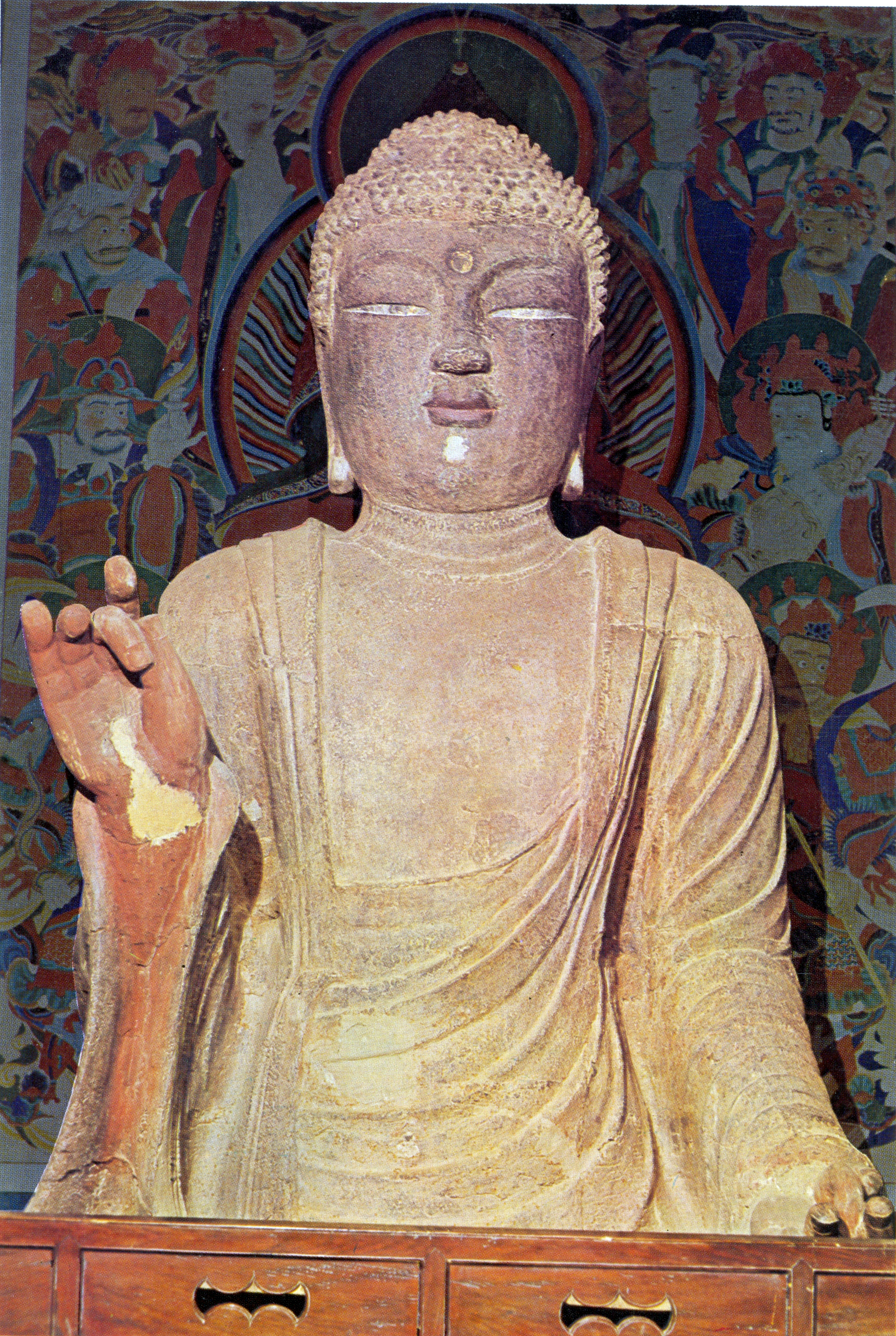
Ülő vasbuddha, 41. kincs